# Ришта
Ришта (біл. Рышта) — струмок у Кричевському районі Могильовської області, ліва притока річки Білянка (басейн Дніпра). Довжина 7,5 км. Починається за 1,3 км на північний захід від села Бродак, гирло за 0,8 км на схід від села Низький. Русло каналізоване.